# 亚伊尔·拉皮德
亚伊尔·拉皮德（希伯來語：יָאִיר לַפִּיד，發音：[jaˈʔiʁ laˈpid]；1963年11月5日—），前任以色列总理，曾于2021年至2022年担任以色列候補總理和以色列外交部长，2020年至2021年及2022年起任中间派政党拥有未来党主席及反对派领袖，2013年至2014年任以色列财政部长。2012年从政前，拉皮德曾任作家、电视节目主持人及新闻记者，其所创立的拥有未来党在2013年议会选举中拿下19席，成为以色列议会第二大党。
2013年到2014年，拥有未来党与利库德集团达成联合执政协议，拉皮德出任本雅明·内塔尼亚胡政府的财政部长。2013年，拉皮德入选《耶路撒冷邮报》“影响世界的犹太人”榜单第一位，同年入选《外交政策》杂志全球思想家榜单，以及《时代杂志》的时代百大人物。担任议员期间，拉皮德是外交事务与国防委员会、情报与安全機構小组委员会的委员。
2020年5月17日，第35届以色列政府宣誓就职，拉皮德成为反对派领袖。2021年5月5日，拉皮德与其他党派就组建执政联盟展开谈判。6月2日，拉皮德向以色列总统鲁文·里夫林表示已和納夫塔利·貝內特达成轮换政府协议，准备好接任本雅明·内塔尼亚胡的总理职务。新政府于2021年6月13日宣誓就职。
2022年7月1日，贝内特宣布解散议会并卸任总理，拉皮德继任其职务。拉皮德将在下一届议会选举选出新政府前留任总理。

## 早年经历

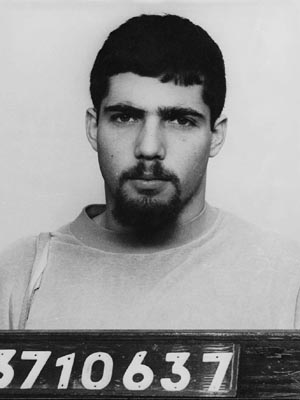
1980年初，拉皮德在以色列国防军的周报担任军事记者

1963年11月5日，拉皮德在以色列特拉维夫出生，父亲约瑟夫·拉皮德曾任以色列司法部长，母亲舒拉米特·拉皮德是小说家兼剧作家。约瑟夫出生在南斯拉夫（今属塞尔维亚）诺维萨德的一个匈牙利裔犹太家庭，舒拉米特是特拉维夫当地人。亚伊尔的外祖父大卫·吉拉迪（David Giladi）是《以色列晚报》创办人，来自特兰西瓦尼亚（今属罗马尼亚）。亚伊尔有一个当临床心理学家的姐妹梅拉夫（Merav），还有一个1984年车祸去世的姐妹米哈尔（Michal）。祖父贝拉·朗佩尔（Bela Lampel）是律师，曾积极参与犹太复国主义活动，最终在毛特豪森-古森集中營遇害；曾祖母赫敏·朗佩尔（Hermione Lampel）曾进过奥斯维辛集中营，被纳粹的毒气室杀害。
拉皮德在童年在特拉维夫和伦敦两地度过。在特拉维夫的那段岁月里，拉皮德住在著名记者汇聚的亚德以利亚胡区。高中就读于荷兹利亚希伯来语文理学校，但苦于学习障碍而中途辍学，没能拿到毕业证书。后来拉皮德在以色列国防军服义务兵役，在国防军的周报《军营纪事》担任军事记者。对于自己从正职军人转为军事记者的过程，拉皮德后来给出了两种说法：一种是一开始在装甲军团服役，后来因烟雾弹引发哮喘而转职；一种是一开始在以色列防空指挥部服役，后因在基本作战训练中吸入烟尘引发哮喘转职。兵役届满后，拉皮德成为《以色列晚报》的记者，在几份文学期刊上发表诗歌。除此之外，拉皮德还成为业余拳击手。
1980年代中，拉皮德与塔玛尔·弗里德曼（Tamar Friedman）结婚，儿子约阿夫（Yoav）于1987年出生。约夫出生后，两人离婚。现任妻子利希·拉皮德育有两个孩子，一家人住在特拉维夫的拉马特阿维夫吉梅尔。拉皮德是特拉维夫改革派犹太教会丹尼尔进步犹太教中心的信众。

## 记者与媒体生涯

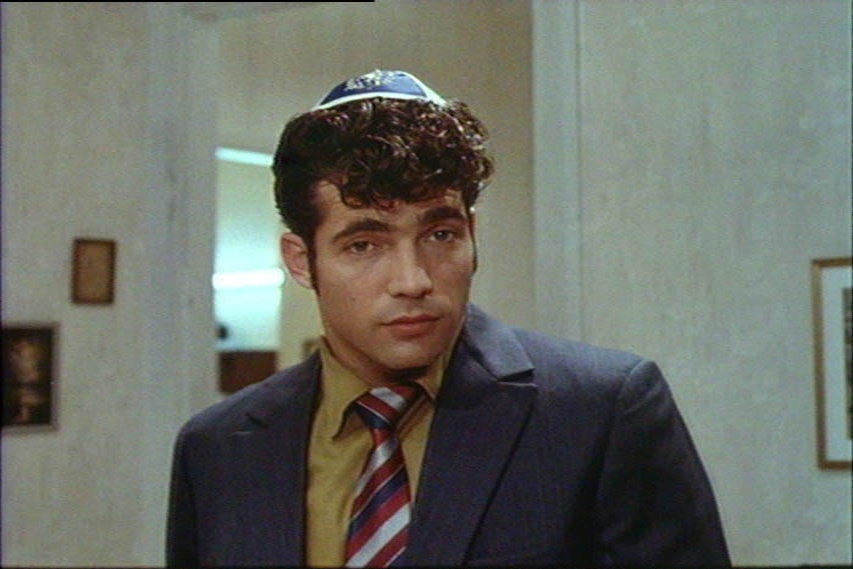
1991年，拉皮德参演雅各布·戈德瓦瑟电影《飞跃情海 (1991年电影)》

1988年，25岁的拉皮德在《新消息报》集团旗下的地方报《特拉维夫消息报》担任编辑。1991年，拉皮德在一份全国性报纸的周末增刊上撰写每周专栏，最初在《晚报》，之后在《新消息报》，专栏名字“钱去哪了？”（Where's the Money?）数十年后成为他的政治口号。
1994年，拉皮德进军电视界，主持以色列电视台第一频道的周五王牌夜间清谈节目。1997年，拉皮德参演讲述海湾战争的以色列电影《号角之歌》（Song of the Siren）。之后在第三频道主持谈话节目。1990年代，拉皮德在第二频道主持时事谈话节目，名字就叫“亚伊尔·拉皮德”。
1989年至2010年，拉皮德出版大量图书，涉及多种题材。首部图书为惊悚题材，一共有四本，另外还有两部儿童文学、两部小说及一部报纸专栏文集。2004年，拉皮德编剧的电视剧《战情室》（War Room）在第二频道播出。在拉皮德写的12本书中，最畅销的是已故父亲的传记《我死后的回忆》（Memories After My Death）。
拉皮德曾给多位知名的以色列音乐人作词，包括拉米·克莱因斯坦、亚德纳·阿拉兹和丽塔，其中部分歌曲成为以色列的榜首热歌。
2008年1月，拉皮德担任第二频道周五晚间新闻杂志《星期五工作室》（Ulpan Shishi）主持。同年，拉皮德的首部喜剧《禁忌之恋》（The Right Age for Love）在卡梅里剧院上演。
2012年1月，拉皮德获巴伊兰大学博士计划录取，修读解释学博士学位，但此举违反了博士后至少须拥有学士学位的要求；拉皮德虽然没有读完高中，但凭借学术外证书及在新闻业及文学创作领域经历获录取。事件曝光后，以色列议会教育委员会启动调查，致使高等教育理事会叫停了拉皮德所修读的博士计划 。
2013年9月，以色列版《福布斯》估计拉皮德的资产净值高达2200万新谢克尔。

## 从政历程

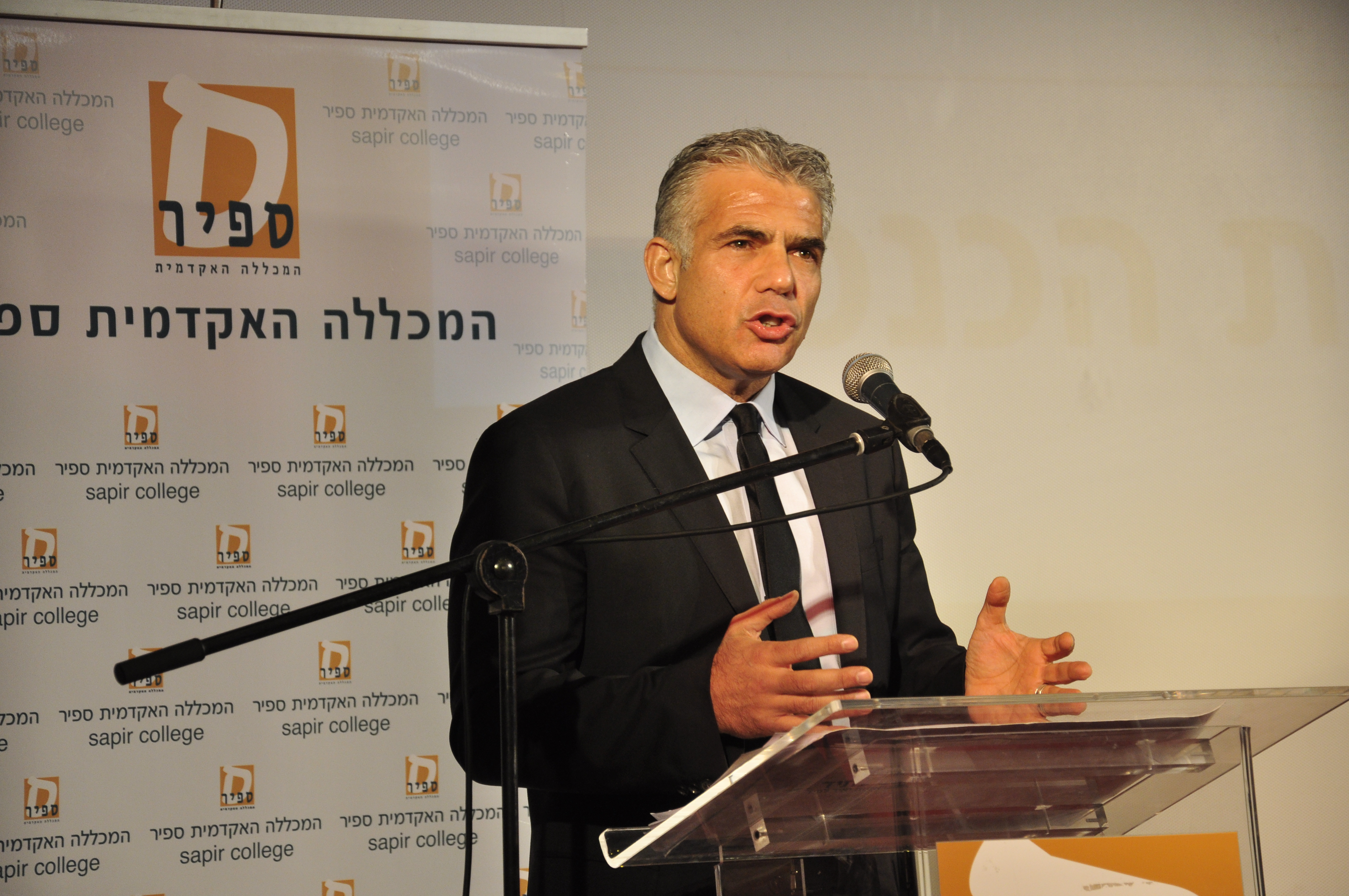
2015年11月，拉皮德在萨皮尔学院演讲

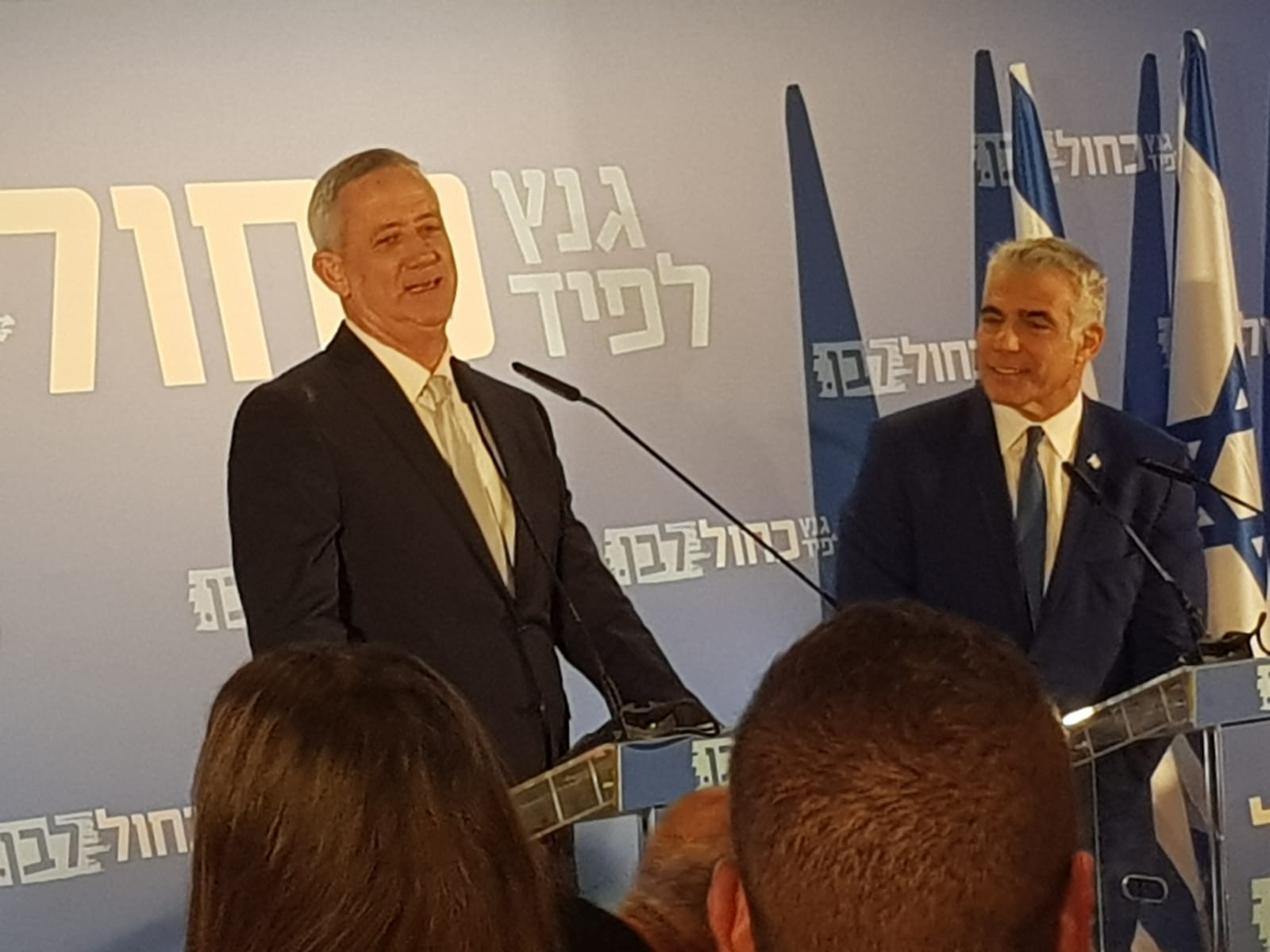
2019年与本尼·甘茨合影

2012年1月8日，拉皮德宣布退出新闻界，转战政坛。4月30日，拉皮德组建政党“擁有未來”，彼时外界普遍预期大选将提前到2012年秋季举行。几天后，时任总理本雅明·内塔尼亚胡突然宣布组建全国性联合政府，舆论认为拥有未来党会等到2013年年底才宣布参加大选。然而到了2012年10月，因对执行最高法院取消犹太教正统派征兵豁免权的决定产生分歧，前进党离开执政联盟，内塔尼亚胡宣布大选提前到2013年1月底举行，拥有未来第一次获得参选机会。根据2012年11月的一项民意调查，拥有未来党的平均支持率为11.6%，大约在120席的议会中占13到14席；结果在1月的大选中意外拿到19席，成为第19届以色列国会第二大党。
2013年3月15日，拉皮德获提名以色列财政部长。仅仅过了九个月，一项民意调查显示拉皮德的民意持续下滑，75%的受访民众不满意他的表现，其政党席位也下滑到10位。
2014年12月2日，内塔尼亚胡宣布解除拉皮德的财政部长职务。

### 拥抱未来
2016年，拉皮德公布政纲“以色列七点计划”，包括采取稳健的安全原则、与阿拉伯国家会谈商讨与巴勒斯坦国切割、改革政治体制以清除腐败、平衡国家的犹太教及民主特质、强化执法系统、以创新引领经济、重视文教。为彰显拥抱未来党在反腐运动中身先士卒，“拿顺计划”（Nachshon Plan）于2017年正式推出，规定犯腐败罪的人士不得担任公职。为了彻底杜绝腐败行动，拥抱未来党还废除了“联盟基金”。

### 授权组阁

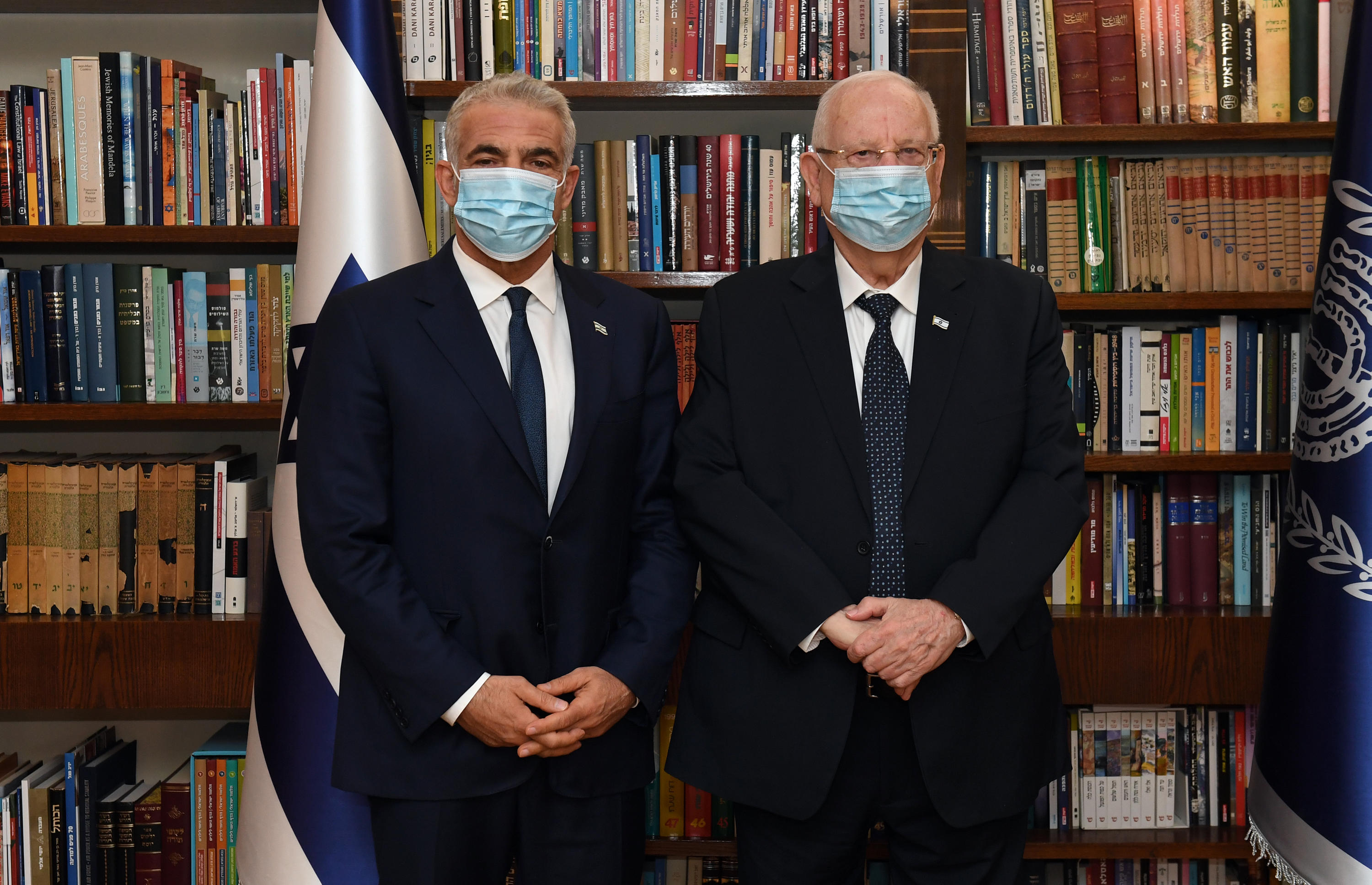
2021年5月，拉皮德与以色列总统鲁文·里夫林

2021年5月5日，由于时任以色列总理内塔尼亚胡组阁失败，总统鲁文·里夫林授权拉皮德组阁。2021年5月9日，消息指拉皮德和内塔尼亚胡在组建联合政府的谈判上取得突破。然而到5月10日，聯合阿拉伯名單以以巴冲突升级为由退出谈判，让组阁陷入僵局。5月13日，納夫塔利·貝內特以加沙局势紧张为由决定不加入拉皮德政府，组阁道路再陷困局。5月30日，贝内特发表电视讲话，表示他所在的右倾会加入拉皮德的联合政府，毕竟只有右倾党支持拉皮德。6月2日，经过与拉皮德及贝内特的三方谈判，联合阿拉伯名单主席曼苏尔·阿巴斯签署联盟协议，正式加入拉皮德的政府。6月13日，以色列议会以一票之差批准新政府成立，新政府成员于当天宣誓就职，拉皮德担任以色列候补总理兼外交部长。

### 外交部长与候补总理
自担任外交部长之日起，拉皮德的部门就接过了已经废除的战略部职务。几个礼拜后，拉皮德为以色列驻阿布扎比大使馆揭牌，为以色列政府官员首次造访阿联酋。2021年8月，拉皮德任命前卫生部长耶尔·日耳曼出任驻法国大使，前议会议员西蒙·所罗门任驻安哥拉大使。
8月11日，拉皮德为以色列驻摩洛哥拉巴特大使馆揭牌，9月为巴林麦纳麦大使馆揭牌，11月宣布以色列－瑞典關係正常化。

### 以色列总理
2022年6月，以色列议会内部出现分歧。6月20日，贝内特宣布解散议会，提前举行议会选举。同年7月1日，拉皮德就任新任以色列总理。

## 政治观点
拉皮德表示会要求以色列和巴勒斯坦民族权力机构恢复谈判。2013年，拉皮德的拥抱未来党提出“两国方案”，同时保留大型的以色列定居点、建立民族团结的耶路撒冷、保障以色列的安全。2013年1月，大选前几天，拉皮德表示不会加入搞僵与巴勒斯坦当局谈判的内阁团队，认为以色列人和巴勒斯坦人在没有和平协议的情况下合为一个国家会危及国家的犹太角色：“我们不和巴勒斯坦人和亲，而是要一份离婚协议，好让我们继续生活。”按照拉皮德的设想，和平协议须列明巴勒斯坦承认约旦河西岸的大型定居点阿里埃勒、古什埃齐翁和马阿勒阿杜明会留在以色列境内。在他看来，解决双方冲突的唯一途径是让巴勒斯坦人建国，而犹太人和阿拉伯人本应生活在两个不同的国家，耶路撒冷则按现状由以色列维持统治。对于吞并戈兰高地，拉皮德极具热情，并说自己的原则是“让占最多数的犹太人占据面积最大、安全最高的土地，同时确保巴勒斯坦人占最少数”。
谈到巴以和谈的外交僵局，拉皮德表示：“批评的声音大多从巴方发出，我真心不认为他们准备好和我们和谈。”他又认为不可能与巴勒斯坦达成全面的和平协议。
2015年6月，也就是2015年3月大选过后，拉皮德访问美国，期间接受美国记者杰弗里·戈德堡的一小时专访。戈德堡事后写道：“拉皮德领导着以色列政坛中大量梦想破灭的中间派。他曾在本雅明·内塔尼亚胡的内阁工作过，如果内塔尼亚那一天辞职了，他最有可能成为总理。然而现在他充当影子外交部长之类的角色，认为以色列如果还想保留犹太人占多数的民主国家地位，就必须主动把握与巴勒斯坦外交谈判的主动权。他还说要按照早前的《阿拉伯和平倡议》召开地区峰会。拉皮德不是左派，对以色列的左派有一种特别的藐视，生来就相信左派不承认他们生活的地方到底是什么特性。但他把领土妥协视为政治及道德层面的必要手段，认为内塔尼亚胡无情地将以色列引向深渊。”
2015年9月，拉皮德在巴伊兰大学的演讲中阐述自己的外交愿景。他在讲话中表示：“以色列的战略目标依赖一份地区协议，那就是与阿拉伯世界建立全面、正常的外交关系，让他们与以色列共同缔造去军事化且独立的伊斯兰国。这就是以色列前进的方向。用严格的安全措施切割巴勒斯坦人能留住我国的犹太特征。”
拉皮德强烈支持以色列对戈蘭高地有主权。2017年，拉皮德表示伊朗已经在叙利亚站稳脚跟，以色列也不能放弃戈兰高地。

### 宗教与民政
2013年，拉皮德提出在安息日当天增加公共交通班次，反对现行法律强行要求大多数公共交通停运。
此外，拉皮德强烈支持设立民事结婚途径。目前犹太人结婚及离婚事宜统一到总拉比院办理，但该院不主持犹太人与非犹太人的通婚，而有些苏联时期来到以色列定居的民众不是犹太人，根据犹太法律不能在以色列结婚。虽然以色列承认在海外进行民事结婚，但国内的民事婚姻一直处于空白状态。2015年，由拉皮德领导的拥抱未来党提出一项建立民事婚姻制度的法案，结果在被议会以50票反对、39票支持否决。

### 侨务
2017年，内塔尼亚胡背弃此前批准海外犹太人扩大西墙朝圣规模的承诺，被拉皮德严厉批评，说以色列政府离间“参议员、国会议员、大多数亲以色列的游说团体、主要的献金者、在需要时确保以色列获得先进武器、增加军事援助、对伊朗制裁的关键人士”。拉皮德恳求美国犹太人“不要放弃我们，我们也不会放弃你们，我们是同一个民族。问题需要点时间，需要点选举来解决。但对于民主国家来说，话事权在多数人手中，而以色列的大多数人希望我们是同一个国家”。拉皮德断言以色列有责任承认所有犹太教流派，包括不遵循正统犹太教的流派。
拉皮德是加深美以双方关系的主要支持者。他指责内塔尼亚胡疏远美国民主党：“事实上（以色列）政府完全认同保守派，共和党的福音派非常危险。”后来犹太裔的美國民主党籍国会议员泰德·德克无视出席美国驻以色列大使馆的请求，拉皮德表示：“以色列政府不可能不知道这一点，总理府有权检查名单，说：我们无党派的，不只是依附于共和党人。”

### 哈雷迪犹太教
2013年大选期间，拉皮德说以色列公民都要承担同样的義務，计划将全体以色列公民纳入军队及公务员体制，包括此前一直无法担任公务员的哈雷迪猶太教。2013年5月27日，拉皮德以推翻政府为要挟，要求在刑事上制裁逃避征兵的哈雷迪极端正统派。在部分哈雷迪派看来，拉皮德的计划如同“宗教层面的大屠杀”，同时坚称他们的犹太教义是在维护以色列，就算要被判刑，他们都要坚持，拒绝从事公务。拉皮德否认摧毁哈雷迪的生活方式：“我们从来就不打算要求他们回归世俗，也不打算把我们的以色列身份强加在他们身上。”

### 批评反以行动
拉皮德公开反对在经济上孤立以色列的抵制、撤资、制裁运动，说“我们不能再把这场战争交给痛恨以色列的人，我们应该在国际社会上捍卫以色列的良好名声。他们在污蔑我们，是时候回应了。”拉皮德也帮助美国的大学生反对这项运动。
拉皮德公开批判联合国专门针对以色列。在一篇社论中，拉皮德指责联合国人权理事会过去十年投票通过“61份谴责世界各地侵犯人权行为的决议、但谴责以色列的决议就有67份之多”，而且对以色列有自己的一套议程。此外，拉皮德还谴责联合国教科文组织“抹杀犹太历史”。拉皮德认为联合国的针对行为可追溯到1950年，当时联合国成立巴勒斯坦救济和工程处（United Nations Relief and Works Agency for Palestine），但只向巴勒斯坦难民提供服务，给予他们世袭的身份，使难民人数从约75万大幅增加到500万。

### 国家纪念研究所法修正案
作为纳粹大屠杀幸存者的儿子，拉皮德公开反对波兰的《国家纪念研究所法修正案》（又称《纳粹大屠杀法案》）；根据该这项修正案，指控波兰公民是大屠杀共犯的行为会被判刑。对此拉皮德表示：“波兰的法案不应该歪曲历史，波兰的确是大屠杀的共犯，数千名犹太人没见过德国军官便在他们的土地上遇害。”拉皮德强调他的“祖母就是在波兰被德国人和波兰人谋杀”。除此之外，拉皮德还就“波兰集中营”争议写过文章。奥斯威辛-比克瑙纪念博物馆批评拉皮德的指控“明显是谎言”，是在“利用大屠杀玩弄政治游戏”，嘲笑受害者，和否认大屠杀的人差不多。
2018年2月，波兰总理馬特烏什·莫拉維茨基承认大屠杀事件中有“波兰犯人”，“不只是德国犯人”。拉皮德批评莫拉维茨基的话：“犯人不是幸存者。犹太国家不会允许被谋杀的人因为被谋杀遭指责。”
拉皮德在父亲的回忆录《我死后的记忆》中回溯到父亲的生平，兼观察以色列在过去60年间的变化。

## 奖项
2013年4月，拉皮德入选《时代杂志》百大人物政治领袖榜单。次月，拉皮德被《耶路撒冷邮报》列入“影响世界的犹太人”榜单第一名。此外，拉皮德还入选《外交政策》杂志2013年全球思想家名单。